# Agnete
Agnete Kristin Johnsen Saba (geb. Johnsen, * 4. Juli 1994 in Nesseby) ist eine norwegisch-samische Sängerin. Sie vertrat Norwegen beim Eurovision Song Contest 2016 in Stockholm, schaffte jedoch nicht den Sprung ins Finale.

## Leben und Karriere
Agnete gehört dem Volk der Samen an und ist eine Tochter der samischen Kinderbuchautorin Signe Iversen, sowie Urgroßnichte des ersten Samen im Stortinget, Isak Saba, dessen Namen sie 2020 annahm.
Bekannt wurde sie als Mitglied der Teen-Punkband The BlackSheeps, die 2008 an ihrer Schule in Nesseby gegründet wurde. Im selben Jahr gewann die Formation den Melodi Grand Prix Junior, die norwegischen Vorauswahl zum MGP Nordic mit dem Lied Oro jaska, beana (Sei leise, Hund). Das Lied erreichte außerdem Platz 1 der norwegischen Charts und gewann den Spellemannprisen.
2011 nahmen The BlackSheeps am Melodi Grand Prix teil und wurden mit Dance Tonight hinter Stella Mwangi Zweite. Kurz darauf löste sich die Gruppe auf. Drei Jahre danach war Agnete Johnsen bei der norwegischen Variante von Dancing with the Stars, Skal vi danse?, dabei und gewann auch diesen Wettbewerb. Am 19. Januar 2016 wurde sie als eine von zehn Teilnehmern am Melodi Grand Prix 2016 ausgewählt, den sie am 27. Februar 2016 mit großem Vorsprung und 166.728 Stimmen gewann. Mit ihrem Lied Icebreaker vertrat sie Norwegen im zweiten Semifinale des ESC am 12. Mai 2016. Sie konnte sich allerdings für das Finale des Wettbewerbs nicht qualifizieren.
Im Jahr 2025 sang Saba das von Matoma produzierte Lied Være med ein, das für die die Kampagne BlimE! vom Kinder- und Jugendfernsehen von NRK verwendet wurde.